# James Johnson
James Johnson (Cheyenne, Wyoming, 20. veljače 1987.) američki je profesionalni košarkaš. Igra na poziciji krilnog centra, a trenutačno je član NBA momčadi Chicago Bullsa. Izabran je u 1. krugu (16. ukupno) NBA drafta 2009. od strane istoimene momčadi. 

## Sveučilište
Johnson je na sveučilište Wake Forest stigao iz srednje škole Cheyenne East High School. Na sveučilištu je ostavio veliki trag; kao freshman izabran je u All-ACC treću petorku i završio drugi u glasovanju za novaka godine. Predvodio je Deamon Deaconse u poenima i skokovima. Na drugoj godini ponovo je predvodio momčad u skokovima, te je predvodio momčad do omjera 24-5 i prvog mjesta u konferecniji. Ponovo je izabran u All-ACC treću petorku i nakon druge sezone odlučio se prijaviti na draft. 

## NBA
Izabran je kao šesnaesti izbor NBA drafta 2009. od strane Chicago Bullsa. U svom debiju u dresu Chicago Bullsa u utakmici Ljetne lige 2009. protiv Golden State Warriorsa predvodio je svoju momčad s 21 košem i 8 skokova.

## Vanjske poveznice
- Profil na Wake Forest
- Profil na StatSheet.com